# François de Troy
François de Troy (n. februarie 1645, Toulouse, Franța – d. 1 mai 1730, Paris, Regatul Franței) a fost un pictor și gravor francez care a devenit pictor principal al regelui Iacob al II-lea în exil la Saint-Germain-en-Laye și director al Académie Royale de peinture et de sculpture⁠(d).

## Tinerețe
Făcând parte dintr-o familie de artiști, Troy s-a născut la Toulouse, fiul lui Antoine Troy (botezat la 28 iulie 1608 – 15 septembrie 1684), pictor în acest oraș și al lui Astrugue Bordes. François Troy a fost fratele pictorului Jean de Troy (4 aprilie 1638 – 25 iunie 1691). Troy a fost învățat tehnicile de bază ale picturii de către tatăl său și, probabil, și de către mai mondenul Antoine Durand.
François de Troy nu trebuie confundat cu fiul său, portretistul Jean-François de Troy⁠(d) (1679–1752), care a studiat sub îndrumarea lui.

## Carieră
La un moment dat, după 1662, Troy a plecat la Paris pentru a studia pictura portretistică sub îndrumarea lui Claude Lefèbvre⁠(d) (1633–1675) și Nicolas-Pierre Loir⁠(d) (1633-1675). APF Robert-Dumesnil afirmă că acest lucru s-a întâmplat când Troia avea douăzeci și patru de ani.
În 1669, Troy s-a căsătorit cu cumnata maestrului său Nicolas-Pierre Loir, Jeanne Cotelle.
În 1671, a fost aprobat (agréé) de către Académie Royale de peinture et de sculpture⁠(d). În 1674, a fost primit în Academie ca pictor de istorie, cu o lucrare de recepție (morceau de réception) intitulată Mercure coupant la tête d'Argus („ Mercur tăind capul lui Argus”).
Primele lucrări cunoscute ale lui Troy includ modele de tapiserie pentru Madame de Montespan, una dintre numeroasele amante ale lui Ludovic al XIV-lea al Franței, și picturi cu subiecte religioase și mitologice.
În anii 1670, s-a împrietenit cu Roger de Piles⁠(d), care i-a făcut cunoștință cu pictura olandeză și flamandă, iar după moartea lui Claude Lefebvre în 1675, Troy și-a schimbat direcția devenind portretist, urmărind să obțină comenzi de la foștii clienți ai lui Lefebvre. În 1679 a fost însărcinat să picteze un portret al ambasadorului suedez Nils Bielke⁠(d), iar în 1680 pe cel al Mariei Anna Victoria de Bavaria, la scurt timp după căsătoria ei cu Ludovic al Franței, Delfinul Franței, moștenitorul tronului Franței, pe 7 martie. 1680. Troy a devenit un pictor de succes al portretelor de grup și individuale la modă. Printre clienții săi s-au numărat doamna de Montespan, fiul ei din partea regelui, Louis Auguste, Duce de Maine și soția acestuia Louise Bénédicte de Bourbon.
Ca urmare a acestor comenzi, Troy a putut lucra continuu în cercurile curții timp de aproape cincizeci de ani. Era admirat pentru capacitatea sa de a surprinde clasele superioare și preocuparea lor pentru maniere și modă. Poate cel mai important, se spunea că are abilitatea de a face orice femeie să pară frumoasă, ceea ce l-a făcut să fie căutat de toate femeile.
În anii 1690, Troy a devenit principalul pictor la curtea regelui Iacob al II-lea în exil la Saint-Germain-en-Laye, unde a fost maestrul lui Alexis Simon Belle⁠(d).
Între anii 1698-1701, o perioadă de pace între Franța și Marea Britanie, iacobiții puteau traversa Canalul Mânecii purtând portrete ale lui James Francis Edward Stuart și ale surorii sale, Prințesa Louisa Maria. Troy era pe atunci singurul pictor de curte al lui Iacob al II-lea și avea nevoie de ajutorul lui Belle, cel mai bun elev al său, pentru a realiza numeroasele portrete comandate de acesta.
În 1698, a fost numit profesor la Académie Royale, iar în 1708 a devenit directorul acesteia.
Troy a fost gravor, dar și pictor. Printre gravurile sale se numără și una care înfățișează funeraliile din 1683 a Mariei Tereza a Austriei, soția regelui Ludovic al XIV-lea.
În afară de fiul său, Jean-François, printre alți studenți ai lui Troy s-au numărat André Bouys⁠(d)  și John Closterman⁠(d).
A murit la Paris la vârsta de optzeci și cinci de ani.

## Operă
Portretele pictate de Troy includ (vezi galeria de imagini) -
- Richard Talbot, primul conte de Tyrconnell, 1690[18]
- Lady Mary Herbert, vicontesa Montagu, ca Diana, c. 1692[19]
- Jean de la Fontaine[20]
- Jules Hardouin-Mansart (1646–1708)
- Élisabeth Jacquet de La Guerre (1665–1729)[21]
- Prințesa Louisa Maria Stuart (1692–1712), aproximativ 1705
- Portrait d'un couple en Vénus et Pâris, 1691, 150 cm cu 120 cm, acum la Luvru[22]

## Galerie

Paintings by François de Troy
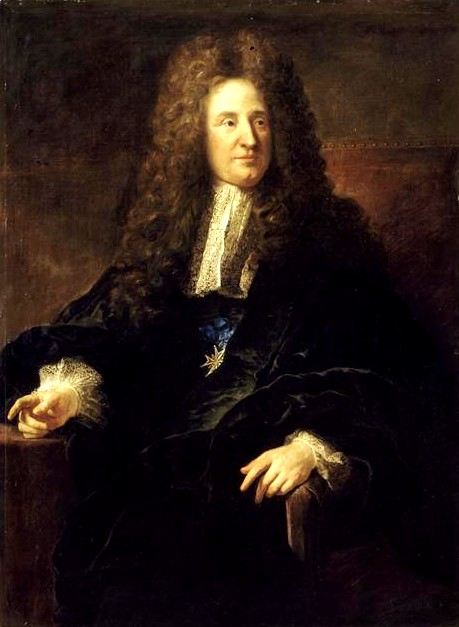
Jules Hardouin Mansart
Princess Louisa Maria Stuart, cca. 1705
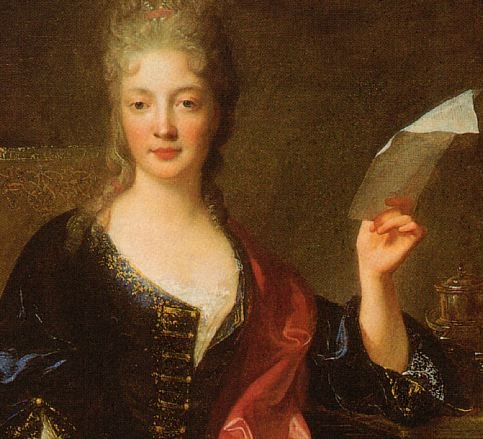
Élisabeth Jacquet de La Guerre⁠(d)
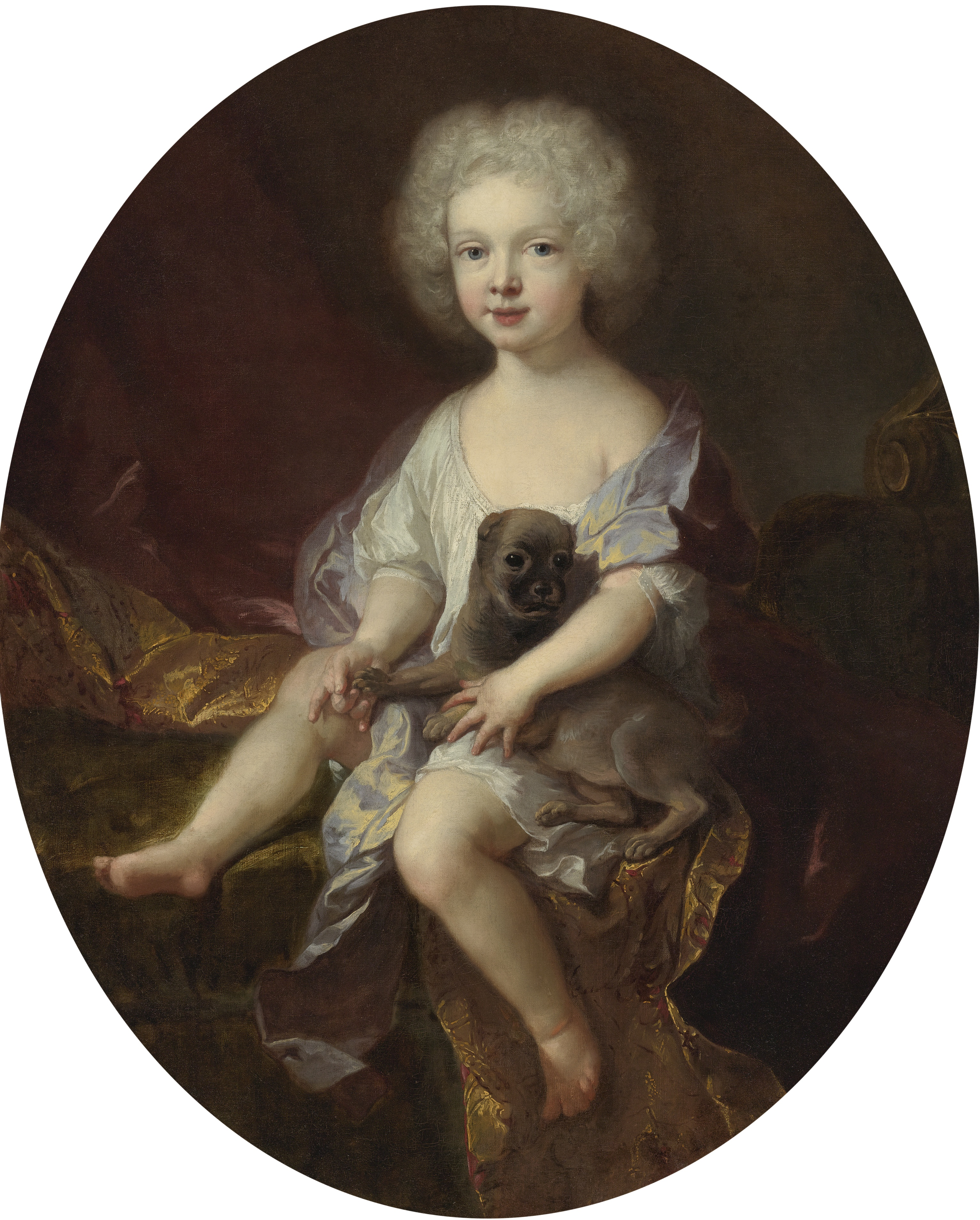
Portretul unui băiat cu un câine
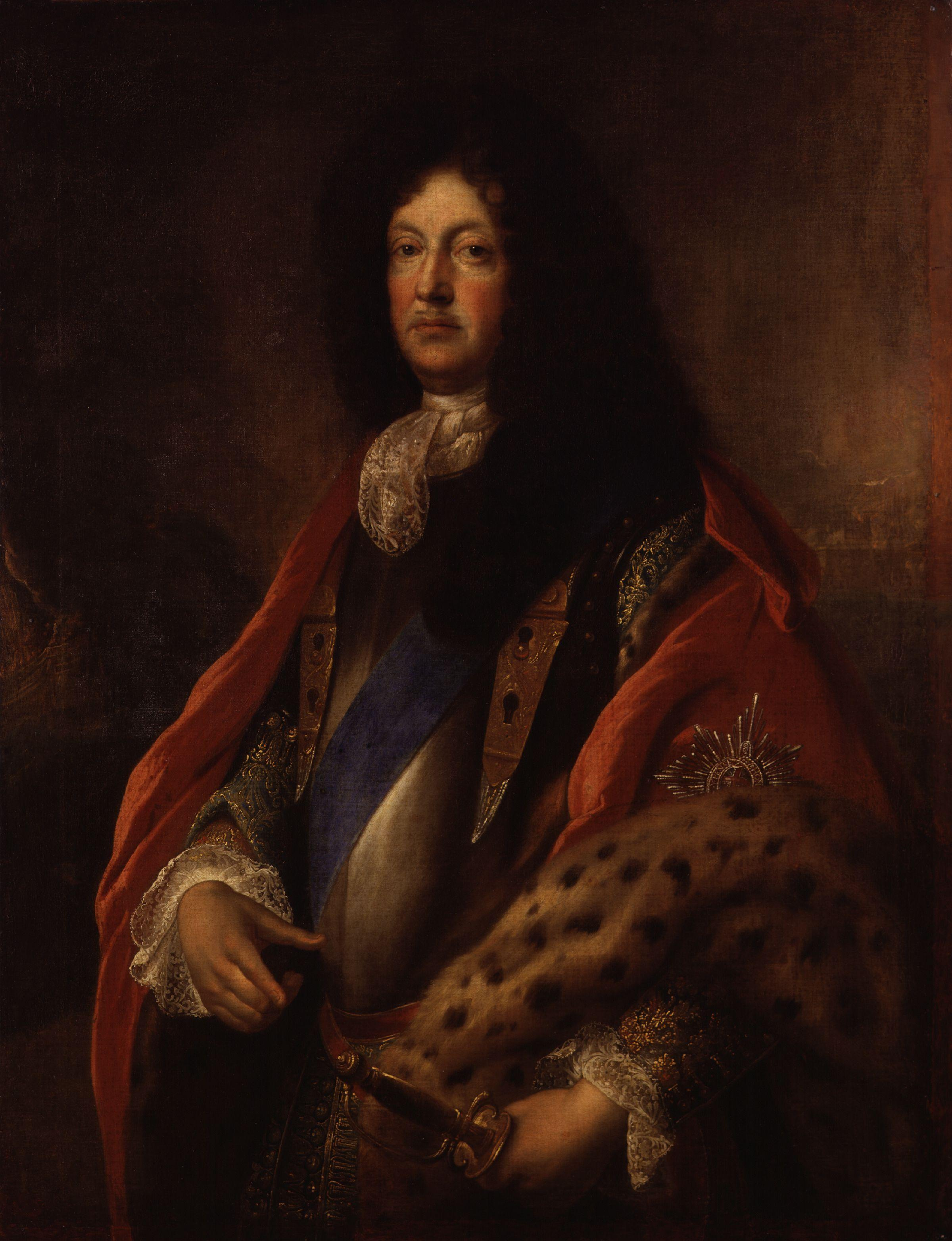
Richard Talbot, 1st Earl of Tyrconnell⁠(d)
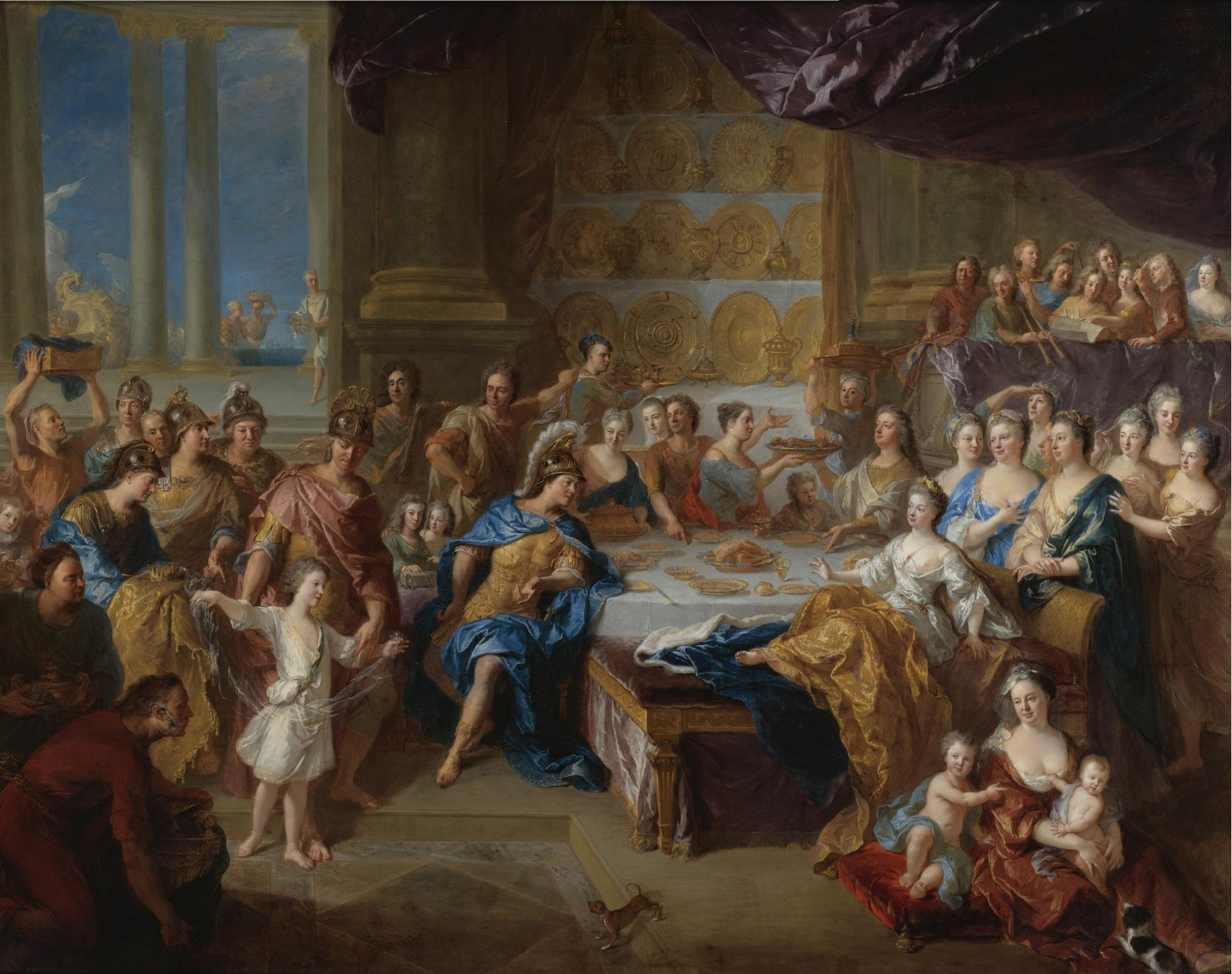
Sărbătoarea lui Dido și Aeneas, 1704
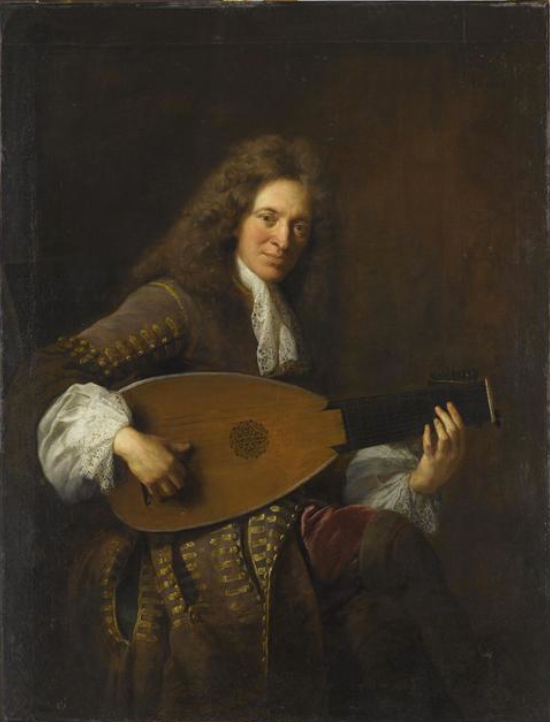
Charles Mouton⁠(d), 1690
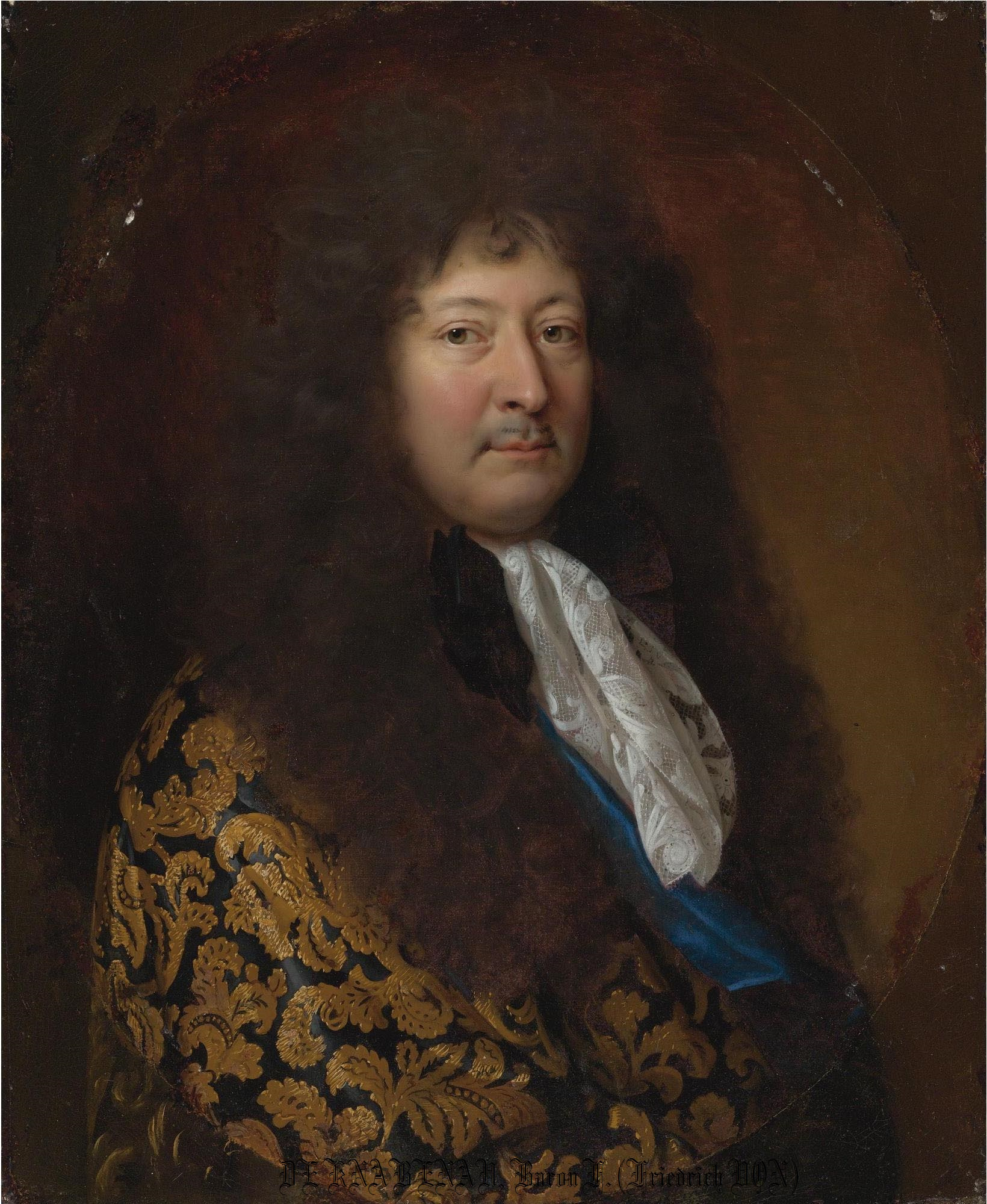
Friedrich Baron de Knabenau,1670
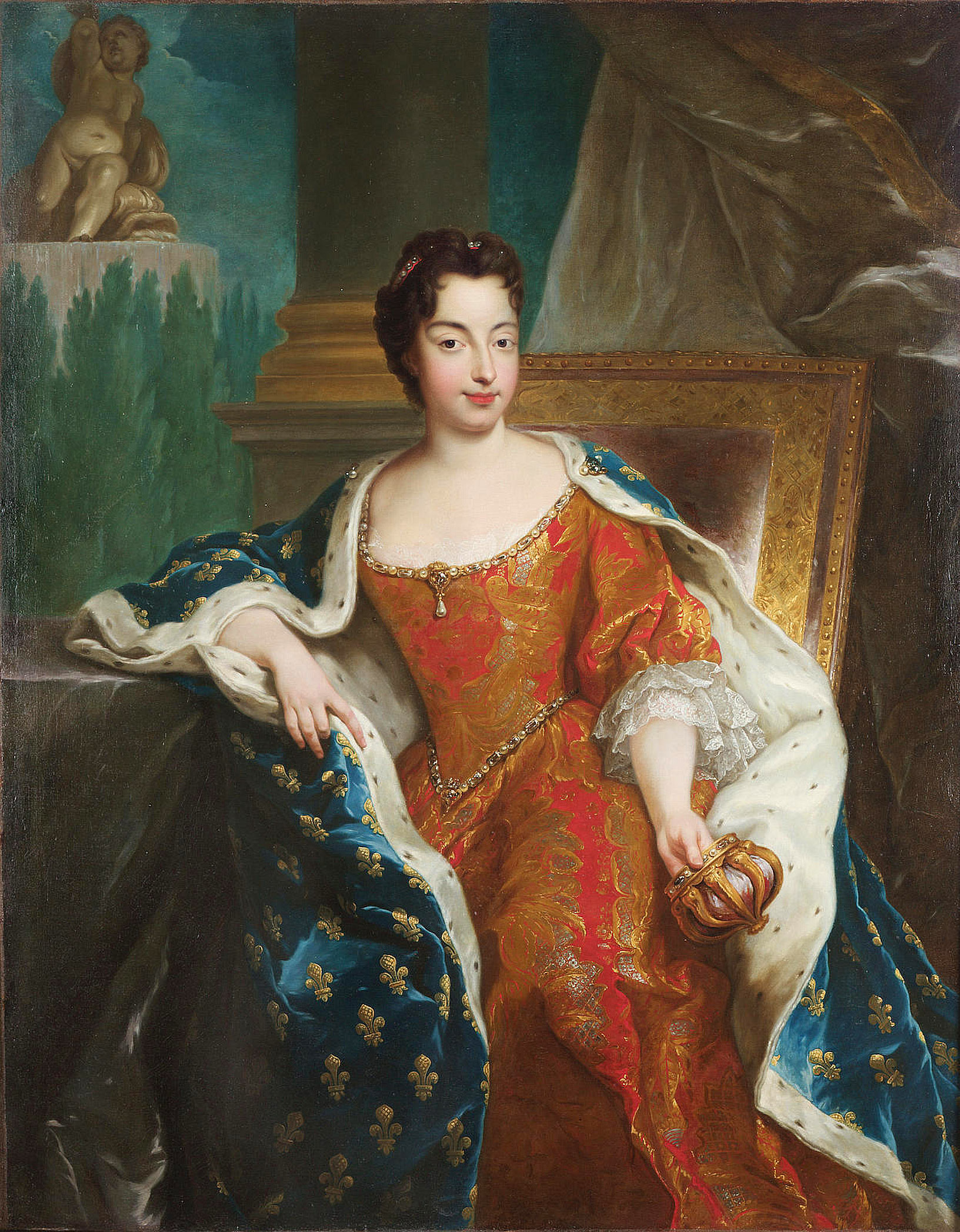
Delfina Franței, după 1690
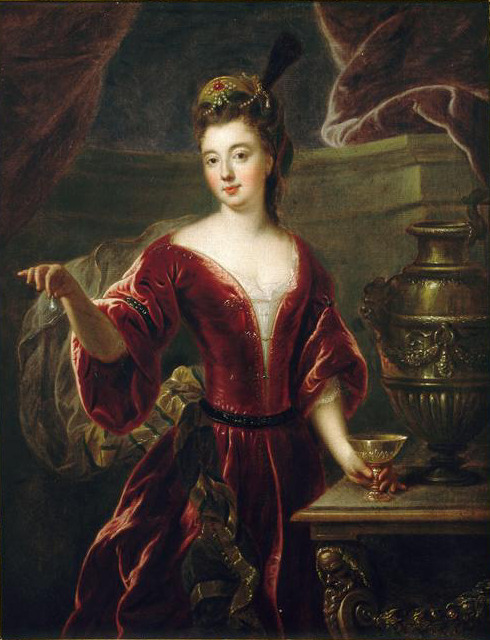
Ducesa de Bourbon drept Cleopatra
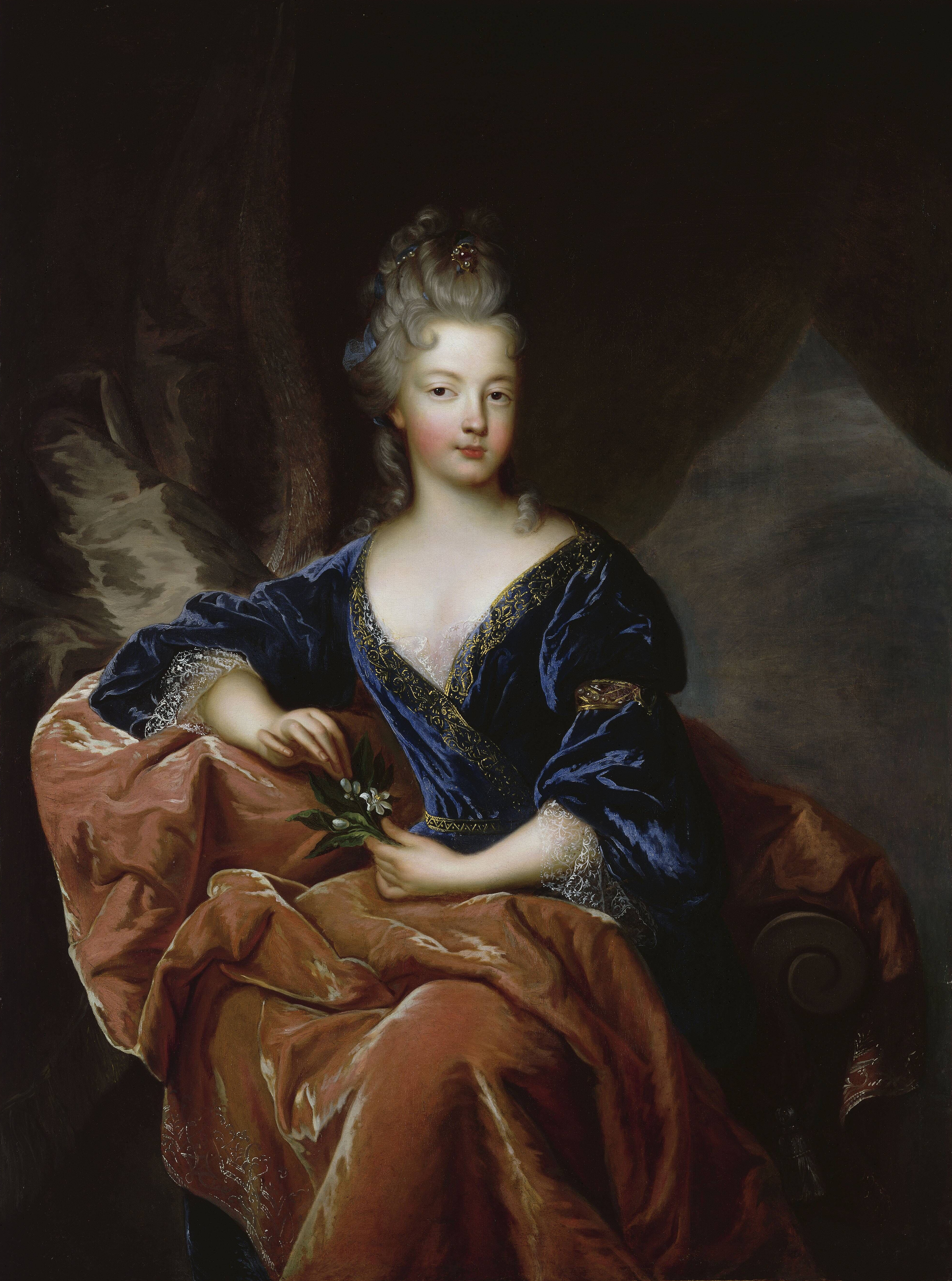
Ducesa de Orléans.
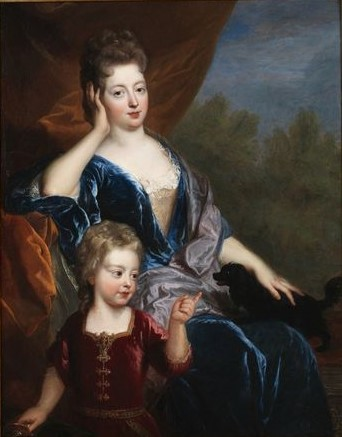
Soția contelui de Brionne⁠(d), Marie Madeleine d'Epinay și fiul prințului de Lambesc⁠(d), 1697
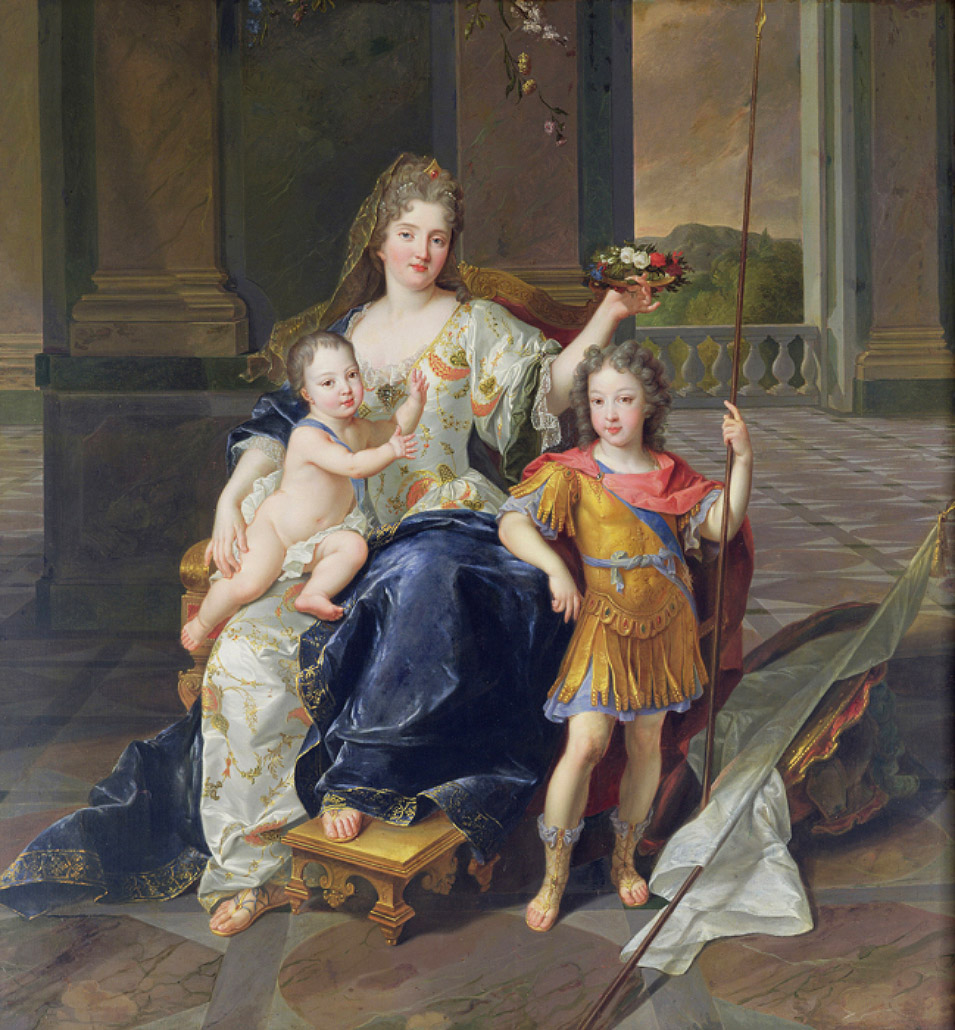
Ducesa de La Ferté-Senneterre cu Ducele de Anjou în poală și Ducele Bretaniei, 1710
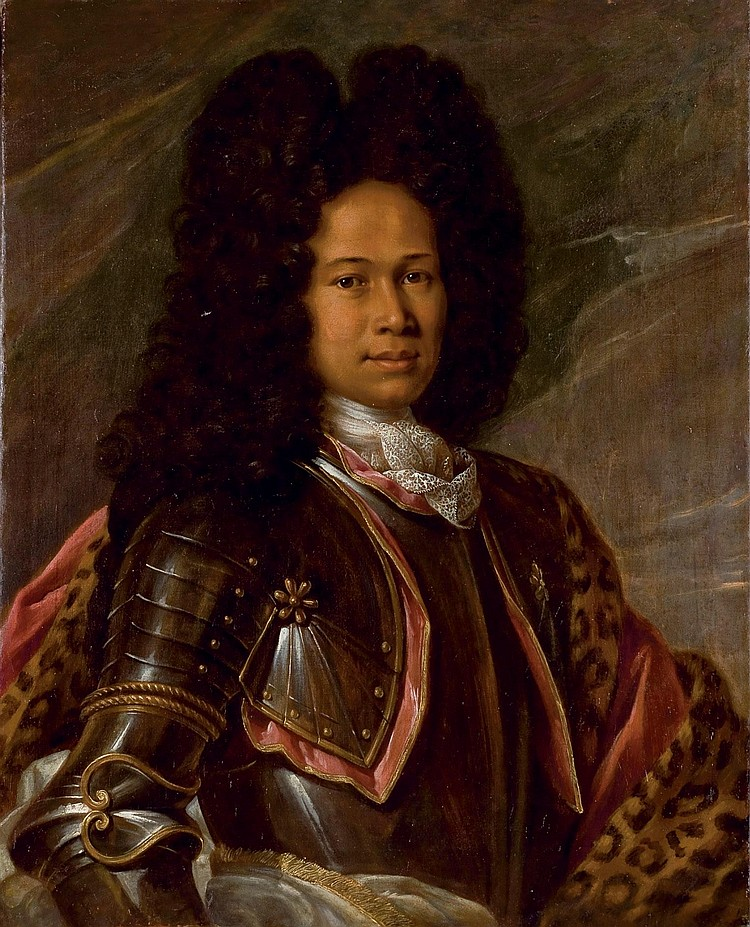
Portretul unui mulatru în armură (c1680-1730)